# ديف مايرز (لاعب كرة قاعدة)
ديف مايرز (بالإنجليزية: Dave Myers)‏ هو لاعب كرة قاعدة أمريكي، ولد في 8 أغسطس 1959.